# Oksana Mołłowa
Oksana Serhijiwna Mołłowa z domu Kisilowa (ukr. Оксана Сергіївна Кісільова-Моллова; ur. 18 września 1988 w Tungorze) – ukraińska koszykarka występująca na pozycjach niskiej lub silnej skrzydłowej, obecnie zawodniczka BK Frank Iwano-Frankiwsk.
W sierpniu 2014 dołączyła do PGE MKK Siedlce. 31 sierpnia 2022 została zawodniczką Energi Krajowej Grupy Spożywczej Toruń. 6 grudnia opuściła klub, aby dołączyć do BK Frank Iwano-Frankiwsk.

## Osiągnięcia
Stan na 3 stycznia 2023, na podstawie, o ile nie zaznaczono inaczej.
Drużynowe
- Mistrzyni Ukrainy (2010, 2014, 2015, 2021)[5][6][7]
- Wicemistrzyni:
  - Kazachstanu (2012)[8]
  - Ukrainy (2008)[9]
- Zdobywczyni pucharu:
  - Kazachstanu (2011)[8]
  - Ukrainy (2021)
- Finalistka pucharu Ukrainy (2008)[9]
- Uczestniczka rozgrywek Eurocup (2007/08, 2009/10)

Indywidualne
(* – nagrody przyznane przez portale eurobasket.com, asia-basket.com)
- MVP finałów ukraińskiej Superligi (2015)*[7]
- Najlepsza skrzydłowa ligi ukraińskiej (2015)*[7]
- Zaliczona do*:
  - I składu:
    - ligi:
      - kazachskiej (2012)[10]
      - ukraińskiej (2015)*[7]

    - zawodniczek zagranicznych ligi kazachskiej (2012)[10]

  - składu honorable mention ligi ukraińskiej (2011, 2021)[11]

Reprezentacja
- Mistrzyni Europy U–16 dywizji B (2004)
- Wicemistrzyni Europy U–18 dywizji B (2006)
- Brązowa medalistka mistrzostw świata FIBA 3x3 (2017)
- Uczestniczka mistrzostw Europy:
  - U–20 (2007 – 13. miejsce, 2008 – 5. miejsce)
  - U–18 dywizji B (2005, 2006)